# جوزيف غيبونز
جوزيف غيبونز (بالإنجليزية: Joseph Gibbons)‏ هو سياسي أمريكي، ولد في 23 سبتمبر 1948 في نيويورك في الولايات المتحدة. حزبياً، نشط في الحزب الديمقراطي. وقد انتخب عضو مجلس نواب فلوريدا.